# Piłka wodna na Letnich Igrzyskach Olimpijskich 1908
Wyniki turnieju piłki wodnej na Letnich IO w Londynie w 1908. W finale o złoto zwyciężyła Wielka Brytania pokonując Belgię 9:2.
Z turnieju wycofały się Austria i Węgry zmniejszając liczbę drużyn biorących udział do 4.

## Rezultaty

### Runda pierwsza
- Belgia –  Holandia 8:1 (3:1)

### Półfinały
- Belgia –  Szwecja 8:4 (4:2)

### Finał
- Wielka Brytania –  Belgia 9:2 (5:2)

## Tabela medalowa
| Miejsce | Państwo         | Złoto | Srebro | Brąz | Razem |
| ------- | --------------- | ----- | ------ | ---- | ----- |
| 1.      | Wielka Brytania | 1     | 0      | 0    | 1     |
| 2.      | Belgia          | 0     | 1      | 0    | 1     |
| 3.      | Szwecja         | 0     | 0      | 1    | 1     |
| Razem   | Razem           | 1     | 1      | 1    | 3     |

## Składy drużyn
| Wielka Brytania | Belgia | Szwecja | Holandia |
| --- | --- | --- | --- |
| - George Cornet - Charles Forsyth - George Nevinson - Paul Radmilovic - Charles Smith - Thomas Thould - George Wilkinson | - Victor Boin - Herman Donners - Fernand Feyaerts - Oscar Grégoire - Herman Meyboom - Albert Michant - Joseph Pletincx | - Robert Andersson - Erik Bergvall - Pontus Hanson - Harald Julin - Torsten Kumfeldt - Axel Runström - Gunnar Wennerström | - Bouke Benenga - Johan Cortlever - Frederik Hulswit - Eduard Meijer - Karel Meijer - Piet Ooms - Johan Rühl |

## Najlepsi strzelcy bramek
- Fernand Feyaerts – 8 bramek
- George Wilkinson – 4 bramki
- Charles Forsyth – 3 bramki
- Herman Meyboom – 2 bramki
- Robert Andersson – 1 bramka